# Шехонка
Шехонка — река в России, протекает в городском округе Бор Нижегородской области России.
Устье реки находится в 31 км по правому берегу реки Ватома. Длина реки составляет 10 км, площадь водосборного бассейна 116 км².
Исток реки находится южнее посёлка Керженец в 25 км к северо-востоку от центра города Бор. Исток реки теряется в системе мелиоративных канав около посёлка. Течёт на юго-запад, протекает деревни Большое Уткино, Выползово, Апраксино, Останкино, Шехонка. Впадает в Ватому ниже села Селищи.

## Данные водного реестра
По данным государственного водного реестра России относится к Верхневолжскому бассейновому округу, водохозяйственный участок реки — Волга от устья реки Ока до Чебоксарского гидроузла (Чебоксарское водохранилище), без рек Сура и Ветлуга, речной подбассейн реки — Волга от впадения Оки до Куйбышевского водохранилища (без бассейна Суры). Речной бассейн реки — (Верхняя) Волга до Куйбышевского водохранилища (без бассейна Оки).